# William M. Oliver
William Morrison Oliver (* 15. Oktober 1792 in Londonderry, Rockingham County, New Hampshire; † 21. Juli 1863 in Penn Yan, Yates County, New York) war ein US-amerikanischer Rechtsanwalt, Richter und Politiker aus New York.

## Werdegang
Oliver war Richter (engl. First Judge) am Yates County Court. Diese Stellung bekleidete er dort von 1823 bis 1828 und noch einmal von 1838 bis 1844. Ferner war er in dieser Zeit politisch aktiv. Er war von 1827 bis 1830 Mitglied im Senat von New York, wo er den 7. Distrikt vertrat. Im letzten Jahr seiner Tätigkeit dort, 1830, wählte man ihn zum President pro Tempore. In dieser Funktion war er als kommissarischer Vizegouverneur unter Gouverneur Enos Throop bis zum Ende des Jahres tätig. Später wurde er als Demokrat für den 27. Distrikt von New York in das US-Repräsentantenhaus gewählt, wo er von 1841 bis 1843 tätig war. Danach arbeitete er als Clerk am New York Supreme Court. Darüber hinaus war er Präsident der Yates County Bank und zwar von Augenblick ihrer Gründung bis 1857.
Nach seinem Tod 1863 wurde er auf dem Lake View Cemetery in Penn Yan beigesetzt.